# Ньянза (Руанда)
Ньянза (фр. Nyanza) - місто на півдні Руанди, адміністративний центр Південної провінції. Місто знаходиться в центральній частині провінції, на відстані приблизно 53 кілометрів на північний захід від столиці країни Кігалі. Абсолютна висота — 1792 метри над рівнем моря.
З 2006 року в палаці на пагорбі Рвесеро у місті діє Національна художня галерея «Рвесеро». У 2008 році в колишньому палаці короля Мутаре III також відкрито музей «Рукарі».

## Населення
| 2002   | 2012   |
| ------ | ------ |
| 55 699 | 54 074 |